# Букова стрижибуба
Букова стрижибуба (лат. Morimus funereus) је врста стрижибубе, дакле припадник породице Cerambycidae. Припада подфамилији Lamiinae. Према неким ауторима, овај таксон би требало да има статус подврсте врсте , па отуда и алтернативни назив Morimus asper funereus.

## Опис инсекта
Одрасли инсект, односно имаго, сиве је боје са четири крупне, црне мрље на дорзалној страни абдомена. Попут других стрижибуба, поседује дуге антене према којима се могу разликовати мужјаци од женки. Наиме, док код мужјака њихова дужина превазилази дужину тела, код женке су или исте дужине или су краће. Тело овог инсекта без антена је дуго 16–38 mm. Ови инсекти не лете, а хране се кором дрвета, мада се у лабораторијским условима показало да у доба репродукције једу и сезонско воће, односно енергетски богатију храну.

## Циклус развића
Стрижибуба је инсект са потпуним развићем. Сматра се да у природним условима оно траје три до четири године, док у вештачким, при температури од 23 °C и влажности од 70% траје око годину дана. Зна се да већина женки, око 80%, полаже јаја једном годишње, док мањи број њих то чини два пута, све до краја августа када се мењају количина светлости и температура. Температура је изгледа ограничавајући фактор, те је и ареал ове врсте тиме одређен. Одговара им температура од 25 °C, односно од 21 °C до 30 °C за полагање јаја. У одговарајућим склоништима, имага могу да презиме. Женке које једном полажу јаја, полажу у просеку 26, а оне које то чине два пута, полажу 79 јаја. Јаја су величине 3-4 мм и имају добро развијен хорион. Ларве излазе из јаја након десет до једанаест дана. Њихова маса износи 6-7 mg, а дужина 6-7 мм. Ларве након непознатог броја пресвлачења коначно достижу дужину од 6 цм. Наиме, на основу спољашњег изгледа не може да се одреди ларвени стадијум. У лабораторијским условима број пресвлачења је осам до девет и цео процес траје 6,5 месеци са интермолтом који прилично варира. Иначе, ларве имају добро развијен, хитинизиран главени регион са снажним и орожналим мандибулама. Развијају се у субкортикалном региону физиолошки ослабљених стабала. Коначно, ларва престаје да се храни и ствара тзв. луткину колевку где се формира лутка отвореног типа. Тада се дефинише и пол. У лабораторији, имаго ће изаћи након 16-17 дана.

## Станиште
Иако је у народу позната као букова стрижибуба, осим на овој биљци, може се наћи и на свим врстама храста, јасену, тополи, дивљој трешњи, липи и багрему, као и на четинарима бору и јели.

## Ареал
Насељава Балканско полуострво, Медитеран и земље средње Европе. У Србији се може наћи на више локалитета, попут Фрушке горе, Делиблатске пешчаре, Кошутњака, Авале, Космаја, Букуље, Цера, Гоча, Таре, Златибора итд.

## Заштита
Ова врста је први пут стављена на IUCN Црвену листу 1986. као угрожена врста, али јој је статус промењен 1996. Налази се и у Анексу II Директиве о стаништима ЕУ, што значи да су државе потписнице овог анекса у обавези да заштите њена станишта. У Србији, укључена је у Уредбу о заштити природних реткости и води се као угрожена врста (Сл. гласник РС 50/93) и према Правилнику о проглашењу и заштити строго заштићених дивљих врста биљака, животиња и гљива она је строго заштићена врста (Сл. гласник РС 5/2010).